# Carlesia sinensis
Carlesia sinensis är en flockblommig växtart som beskrevs av Stephen Troyte Dunn. Carlesia sinensis ingår i släktet Carlesia och familjen flockblommiga växter. Inga underarter finns listade i Catalogue of Life.